# Ашикуль
Ашику́ль (каз. Ащыкөл) — село у складі Келеського району Туркестанської області Казахстану. Входить до складу Жамбильського сільського округу.
У радянські часи село називалось Ащиколь.
Населення — 932 особи (2021; 891 у 2009, 692 у 1999).